# InHg
inHg, tum kvicksilver, (från engelska inches of mercury) är en enhet för tryckmätning. Enheten används i stor utsträckning i väderleksrapporter och inom flyget i USA, men sällan i andra delar av världen.
Enheten kommer ursprungligen av hur många engelska tum (inches) kvicksilvret i en barometer steg respektive sjönk i och med att lufttrycket förändrades vid. Detta gäller för temperaturen 32 °F (0 °C) och standardgravitation.
1 inHg = 3 386,389 pascal vid 0 °C.